# Regard de Gentilly
Le regard de Gentilly est un regard, situé à Gentilly, en France. C'est un élément de l'ancien aqueduc Médicis, et est à ce titre inscrit au titre des monuments historiques par arrêté du 10 février 1988.

## Description
L'édifice est le regard no 20 de l'aqueduc Médicis, un petit bâtiment permettant d'accéder à la galerie de l'aqueduc. Il s'agit d'un édifice en pierre doté d'une porte.

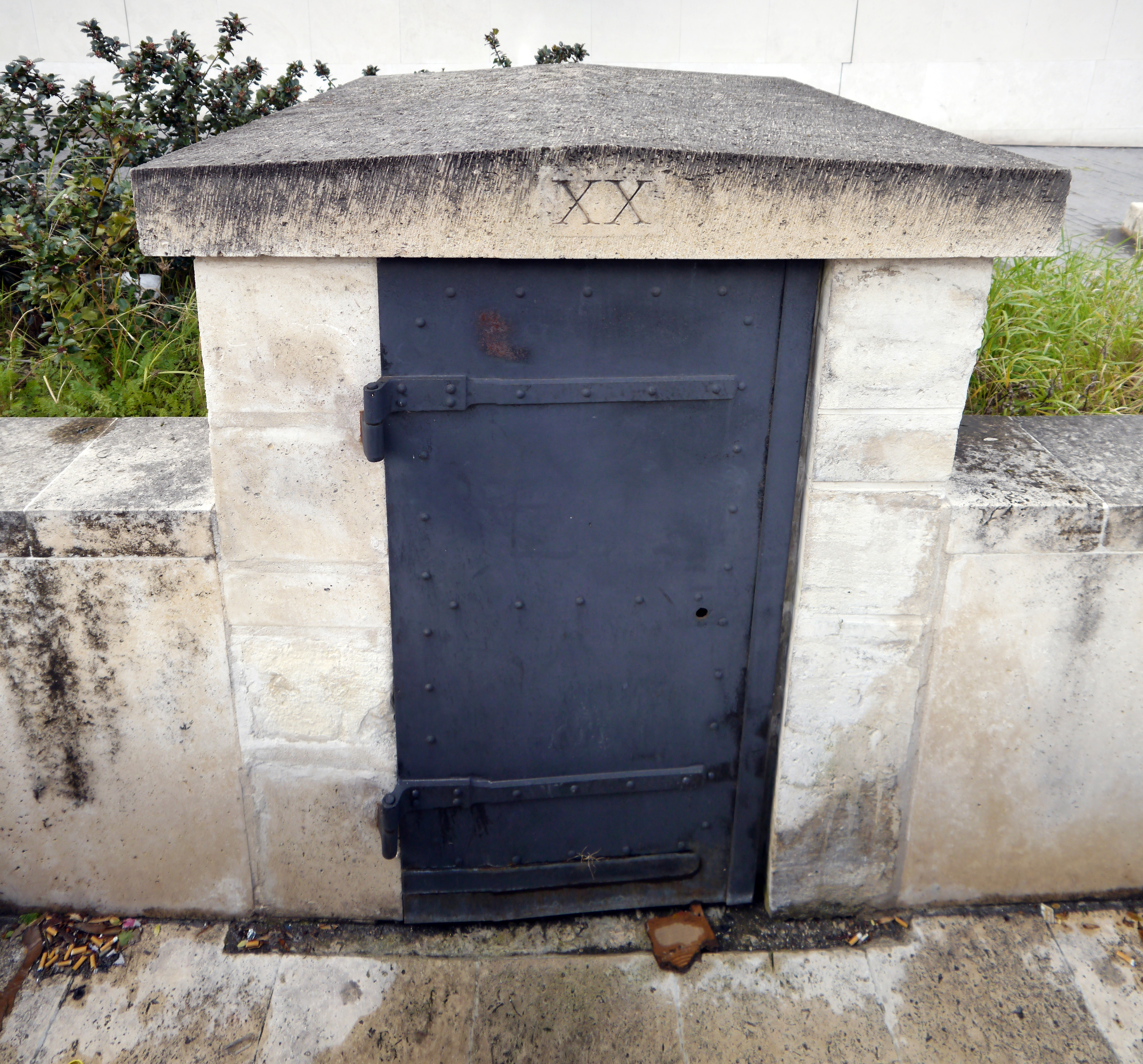
Vue de face du regard.

Il a été construit au XVIIe siècle.

### Localisation
Le regard est situé rue de Freiberg à Gentilly.